# Richard Tauber
Richard Tauber (Linz, 16 de mayo de 1891 - Londres, 8 de enero de 1948) fue un tenor austriaco. Fue considerado como uno de los más grandes cantantes del siglo XX y gozó de gran popularidad.
Poseía un timbre de tenor spinto inconfundible.
Triunfó en las grandes ciudades de Europa, fue incomparable intérprete de Mozart y Schubert y de las operetas de su amigo Franz Lehár quien lo dirigió en varias oportunidades junto a sopranos como Gitta Alpar o Esther Rethy.
Cuando Alemania y Austria se unieron en 1938, se exilió en Inglaterra donde murió después de la guerra debido a un cáncer de pulmón. Su última actuación fue como Don Ottavio en Don Giovanni.
Grabó 735 discos y participó en varias películas, entre ellas El país de las sonrisas sobre la opereta homónima donde cantaba la canción que le hizo famoso, "Dein ist mein ganzes Herz" ("Tuyo es todo mi corazón").
En 1950 se creó el Premio Richard Tauber en su honor, instaurando una competición para jóvenes cantantes.

## Referencias

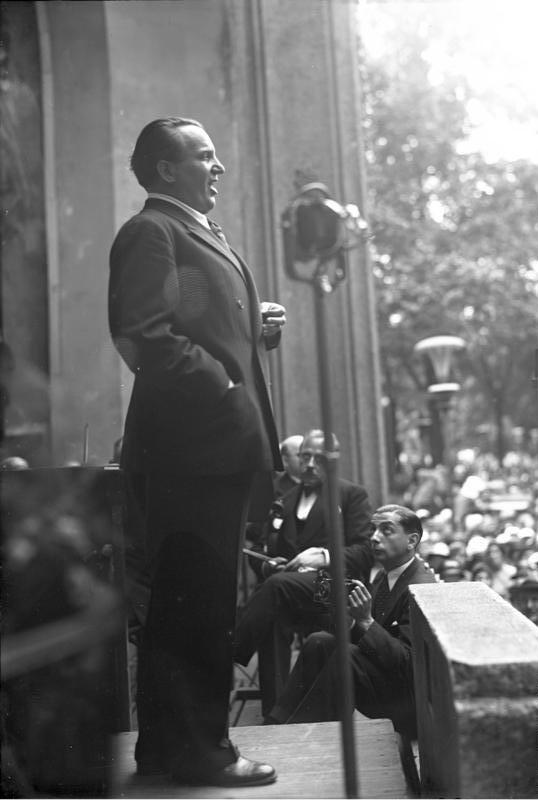
Richard Tauber en agosto de 1932.

## Enlaces externos

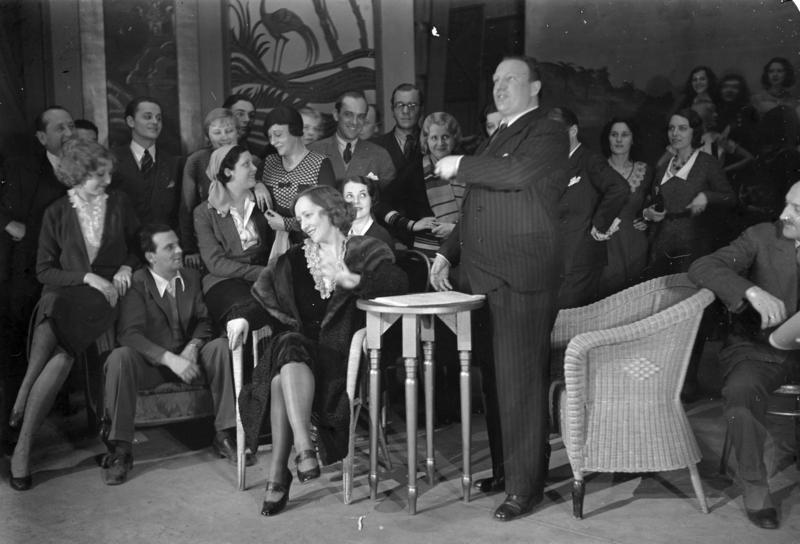
Richard Tauber actuando en el Teatro Metropol de Berlín en 1931.